# Jerazank Erywań
Jerazank Erywań (orm. „Երազանք“ Ֆուտբոլային Ակումբ Երևան, "Jerazank" Futbolajin Akumby Jerewan) – ormiański klub piłkarski z siedzibą w stolicy kraju Erywań.

## Historia
Chronologia nazw:
- 1990–1991: Jerazank Stepanakert (orm. «Երազանք» Ստեփանակերտ)
- 1993–1995: Jerazank Erywań (orm. «Երազանք» Երևան)
- 2003: Jerazank Erywań (orm. «Երազանք» Երևան)

Klub Jerazank został założony w mieście Stepanakert w 1990 roku i występował dwa sezony w mistrzostwach Armeńskiej SRR. Następnie, kiedy w grudniu 1991 na terenie Górskiego Karabachu rozpoczął się konflikt zbrojny pomiędzy Ormianami i Azerami, piłkarskie rozgrywki przestały istnieć.
Rok po uzyskaniu przez Armenię niepodległości w 1993 klub został odrodzony w Erywaniu i jako Jerazank Erywań zajął miejsce klubu Szengawit Erywań, który zrezygnował z gry w najwyższej lidze Armenii. W 1995 zajął ostatnie 6. miejsce w 1 grupie i po zakończeniu rozgrywek został rozwiązany.
Dopiero w 2003 został ponownie odrodzony i startował w Aradżin chumb. Jednak po 13 kolejce zrezygnował z dalszych rozgrywek i ponownie został rozwiązany.

## Sukcesy
- Mistrzostwo Armenii: 8. miejsce (1993)
- Puchar Armenii: 1/4 finału (1994)